# SH3 domen
SH3 domen (SRC homologni 3 domen) je mali proteinski domen sa oko 60 aminokiselina koji je prvo identifikovan kao konzervirana sekvenca kod viralnog adapterskog proteina v-Crk i nekatalitičkih delova enzima poput fosfolipaza i nekoliko citoplasmatičnih tirozinskih kinaza kao što su Abl i Src. On je bio identifikovan u nekoliko drugih proteinskih familija poput: PI3 Kinaza, Ras aktivirajućem proteinu GTPaze, CDC24 i cdc25. SH3 domeni su prisutni kod proteina u signalnim putevima koji regulišu citoskelet, Ras proteinu, i Src kinazi i mnogim drugim. Oni takođe regulišu stanje aktivnosti adapterskih proteina i drugih tirozinskih kinaza. Smatra se da povećavaju specifičnost supstrata pojedinih tirozinskih kinaza. Oko 300 SH3 domena je prisutno u proteinima kodiranim ljudskim genomom.

## Struktura
domen ima karakteristično sa savijanje beta-barela, koji se sastoji od pet ili šest β-lanaca uređenih kao dve gusto pakovane anti-paralelne β ravni. Povezujući regioni mogu da sadrže kratke helikse. SH3 tip savijanja drevni tip savijanja koje je prisutno kod eukariota kao i prokariota.

## Proteini sa SH3 domenom
- Adapterski proteini
- PI3 kinaza
- Fosfolipaza
- Aktivirajući protein Ras GTPaze
- Vav proto-onkogen
- kinaza 2 (S6K2)

## Spoljašnje veze
- [мртва веза]